# Manu Masko
Emmanuel, dit Manu Masko, né le 3 octobre 1970 à Pamproux dans les Deux-Sèvres, est un batteur français, cofondateur de John Doe en 1995, membre du groupe breton Red Cardell de 2001 à 2015, initiateur en 2012 du projet « Don't Forget My Breakfast » et directeur artistique depuis 2013 de l'ensemble The Celtic Social Club.
Il est aussi chanteur, claviériste, compositeur, arrangeur, producteur et réalisateur artistique.

## Biographie

### Premières expériences, John Doe
À l'âge de 8 ans à Niort, Manu Masko entame des cours d'accordéon qu'il poursuit jusqu'à ses 13 ans, lui préférant par la suite la batterie. Devenu batteur, son 1er groupe Minuit Dix lui permet de jouer des reprises l'été dans les bars de la côte Atlantique.
En juin 1995, il fonde John Doe avec deux musiciens américains, Jeffrey Magidson et Robert Cooper. La musique du trio franco-américain, est principalement blues, colorée de rock et de funk. Un premier EP de 6 titres John Doe enregistré à Niort et Poitiers sort en 1996 sur le label toulousain Willing production. En 1999, les trois musiciens montent leur propre label, LBC productions, et enregistrent leur 1er véritable album walk on, distribué par Willing production. En 2010, Robert Cooper quitte le groupe, remplacé par Guylain Siopathis et se renforce de Alain Auxéméry aux claviers. En 2001, Manu Masko est sollicité par Red Cardell pour intégrer le groupe afin de remplacer leur 1er batteur. Manu mène de front les deux projets, avant de décider en 2002 de quitter John Doe avec qui il vient pourtant d'enregistrer le 2e album Shall we rise distribué par Coop Breizh en 2003. Un temps remplacé par Luc DiabIra, John Doe se sépare après la sortie de album.

### Red Cardell

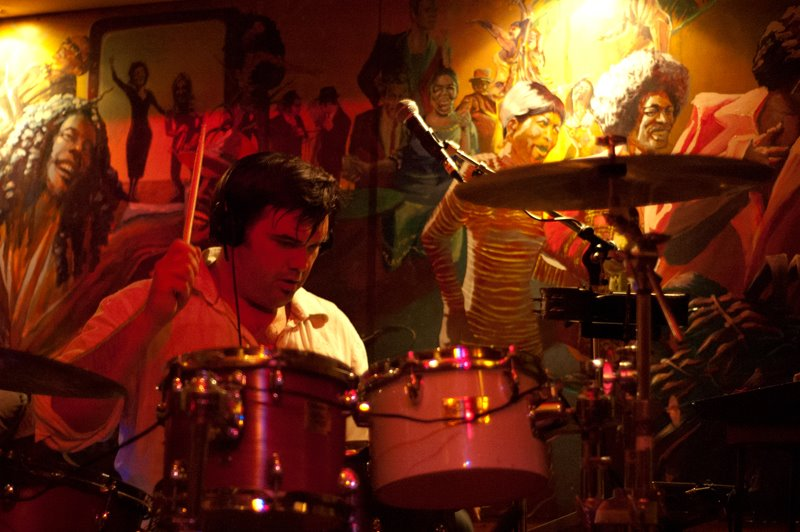
Manu Masko

Quand il intègre Red Cardell en 2001, le trio breton compte déjà 4 albums studio et pas moins de 1 200 concerts à son actif. Il convainc Jean-Pierre Riou et Jean-Michel Moal d'enregistrer un album live, La Scène qui sort sur le tout nouveau Avel Ouest, distribué par Coop Breizh en 2002 et dans la foulée, sur son idée, en 2003 un album experimental Cardelectro bidouillé avec la compliité de Patrice Marzin, avec le reste des bandes enregistrées pour le live. Avec l'album Sans fard (2003) et le live Bal à L'Ouest, Red Cardell renoue avec le rock world breizhou métissé de ses débuts.
Pour les albums suivants le groupe signe chez Keltia Musique, le spécialiste en France des musiques du monde Celte. Avec Naître (2006), concept album autour du bal et de la transmission, la formation qui vient de jouer en Ukraine inclut des musiciens du cru, dont le chœur Gourtopravci. en 2008, sort Le Banquet de cristal, l'album des 15 ans, avec un grand nombre d'invités tel que Dr. Das d'Asian Dub Foundation, Dan Ar Braz, Miossec, Yann Tiersen ou Thomas Fersen. On retrouve ces rencontres sur le live La Fête au village qui paraît en 2009.
En 2010, Stéfane Mellino des Négresses vertes, accompagné du producteur anglais Clive Martin (Queen, Sting), réalise Soleil blanc, enregistré en Charentes au studio Alambra-Corbert de Rochefort-sur-Mer. D'une veine plus folk, Soleil blanc a aussi la saveur du blues, rockabilly, charleston et du zydeco. Sur ce disque et pour la tournée 2010, le trio s'accompagne d'une section de cuivres, les amis Poitevins de Manu, emmenée par le trompettiste Michel Delage (Marcel Azzola, Marc Fosset), avec Laurent Agnès (trompette), Pascal Faidy (saxophone) et Marc Antony (trombone) et pour des concerts exceptionnels Dave Pegg, bassiste de Fairport Convention et Jethro Tull.
Le groupe enregistre son 13e album, dans différents lieux du Finistère, en y associant le Bagad Kemper, avec qui il vient de créer le Fest-Rock, sur six titres et en invitant Dr Das d'ADF et Pierre Sañgra, avant sa tournée avec Alexis HK. Pour obtenir une mise en avant des grooves et de la voix, le mixage a lieu à New York pendant dix jours, avec l'ingénieur du son Ariel Borujow. Falling in Love sort dans les bacs en avril 2012. À noter que c'est le premier album de Red Cardell avec son nouveau membre Mathieu Péquériau et que Jean-Michel Moal, en retrait du groupe, n'y participe pas. Pour la tournée à suivre le groupe est rejoint sur scène par Pierre Stéphan au violon & Ronan Le Bars à la cornemuse et d'autres fois par des pipes du Bagad Kemper.
Alors que sort en librairie le livre qui retrace leur carrière, Red Cardell - Vingt ans !, aux éditions Palantines,, le groupe est présent à Paris et Nicolas Rouvière, leur ingénieur du son en live et sur plusieurs de leurs albums, en profite pour enregistrer le concert du 22 novembre à La Boule Noire à Pigalle. Fin février 2013, Jean-Pierre Riou et Manu Masko retournent une semaine à Manhattan, au Stadium Red studio, retrouver Ariel Borujow pour le mixage du nouvel album live de 9 titres. Dénommé Running in Paris, il sort chez Keltia musique en avril. Un autre album live, celui-là du spectacle Fest-rock, mixé au studio Siwa à Quimper, est présent dans les bacs au mois de juin.
Début octobre 2015, sans motiver les raisons de sa décision, Manu Masko annonce son départ après 14 années au sein de Red Cardell, sur sa page Facebook relayé par la presse, et déclare se consacrer pleinement au Celtic Social Club.

### Don'tForgetMyBreakfast
C'est au cours de plusieurs concerts et voyages aux États-Unis, que l'idée lui vient de travailler en marge de Red Cardell sur un projet solo pour ses 40 ans, Don't Forget My Breakfast ou l'histoire des pérégrinations d'un « french tourist » en vadrouille à New York et dont le personnage principal est représenté par un petit croissant en plastique.
Il veut mettre en boîte les sons qui l’anime depuis des années. Son désir est de faire un disque basé sur le « son de New York » en mélangeant les racines swing et cuivrées des années 1930/50 Cotton Club avec le groove des années 2000, le tout mixé par un des meilleurs ingénieurs du son de Manhattan. Il contacte Ariel Borujow, un des spécialistes incontesté du Hip-hop (Black Eyed Peas, Puff Daddy, Madonna etc.) avec une ébauche de ce qui deviendra plus tard le titre Don’t Forget to tip. Celui-ci est séduit par l’idée de voir débarquer un « frenchie un peu inconscient et très enthousiaste…». Manu Masko convainc Jimme O'Neill leader des The Silencers de coécrire tous les textes en anglais. Puis, pour rentrer en studio, il s’entoure de musiciens et amis croisés tout au long de ses 20 ans de carrière.
Pour la sortie de l'album, à partir de février 2013, une Websérie de 6 épisodes est diffusée sur le net. On y retrouve, entre autres, Fred Testot, « François le français » du SAV de Canal+, dans petit clip loufoque ou il interview le « french croissant », ou encore, l'acteur François Rollin qui l'invective, n'appréciant pas n'être point salué par celui-ci.

### The Celtic Social Club
Le 4 avril 2014, lors d'une conférence de presse au Ceili pub à Quimper, les Vieilles Charrues dévoilent la création de l'année du festival et la présence de The Celtic Social Club le 18 juillet sur la « scène Kerouac » après la prestation de Tinariwen et avant celle d'Elton John. Keltia musique annonce de son côté la sortie d'un album un mois plus tôt, le 18 juin. Caramba spectacles prévoit une tournée en 2015 dont la préparation se fera à La Sirène, la salle de musiques actuelles de La Rochelle. Le groupe initié et dirigé par Manu Masko est une célébration contemporaine de la musique celtique autour d'un collectif de sept musiciens (dont les trois membres de Red Cardell) et d'invités venant d'horizons différents comme le rock, la musique traditionnelle, le blues, le reggae ou le hip-hop.

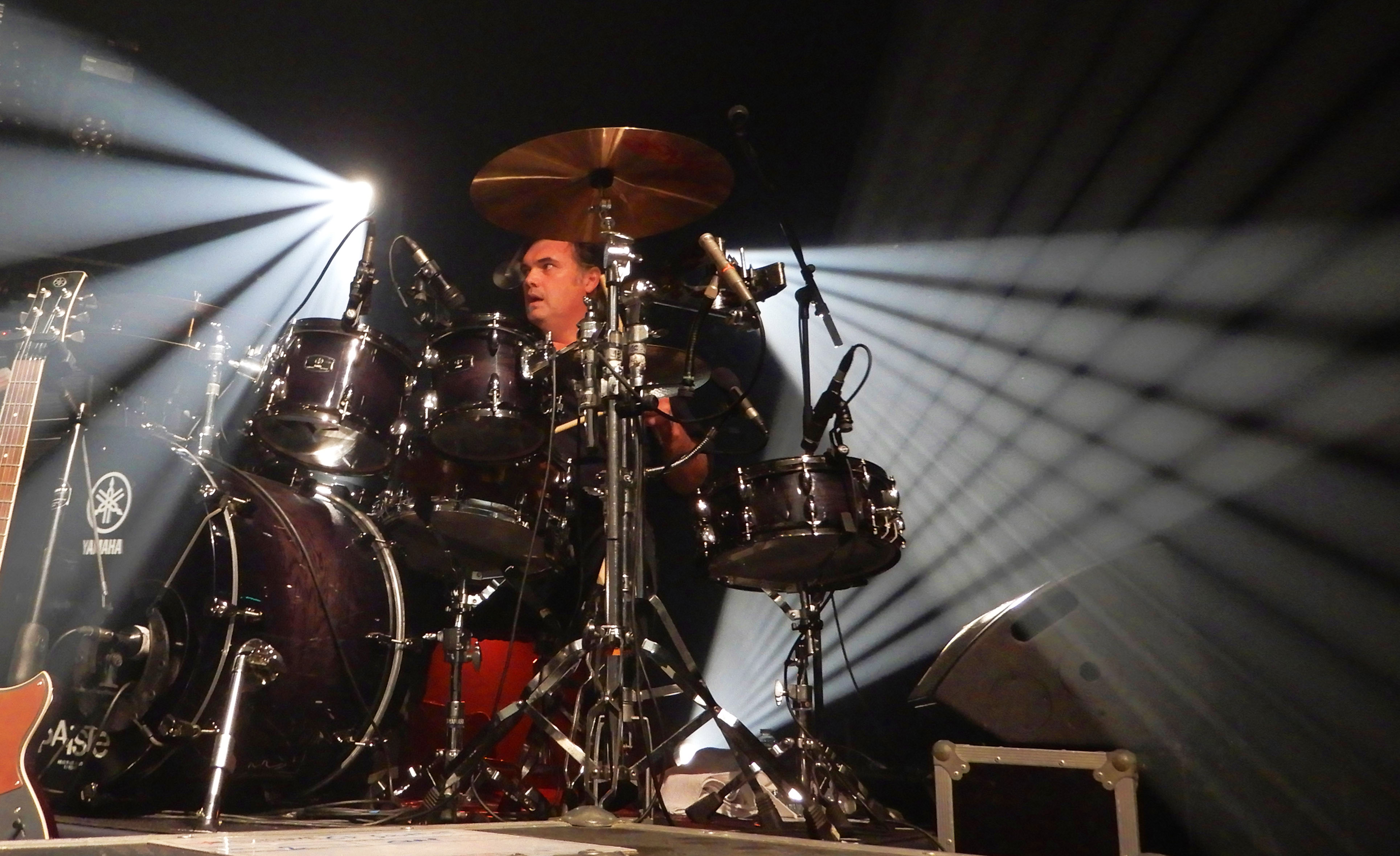
Manu Masko et The Celtic Social Club, au Festival Mythos à Rennes, octobre 2018.

### Le Futuroscope
En parallèle à ces trois projets d'envergure, il collabore avec le parc du Futuroscope et produit depuis 2004 différentes musiques pour des spectacles, évènements et autres publicités. Il a également produit deux compilations pour le parc en 2004 et 2012. Le 25 juin 2005, lors du Championnat du monde de boxe au Futuroscope de Poitiers, Manu Mako avec son groupe Red Cardell, joue en live trois titres spécialements écrits pour l'entrée sur le ring de Mayar Monshipour, Champion du monde des poids super-coqs. Le boxer poitevin franco-iranien, qui défend pour la 5e fois son titre, l'emporte face au mexicain Julio Zarate.